# Corynebacterium urealyticum
Corynebacterium urealyticum es una especie de bacteria de la familia Corynebacteriaceae. En humanos, provoca infecciones del tracto urinario de origen principalmente nosocomial, sobre todo en receptores de trasplante renal, inmunodeprimidos o portadores de sondas urinarias. Ampliamente resistente a los antibióticos, el tratamiento se suele realizar con vancomicina.
Antiguamente era designado como Corynebacterium del grupo D2.

## Microbiología
Su metabolismo es estrictamente aerobio y da colonias puntiformes no hemolíticas al cultivarse en agar sangre. No fermenta azúcares. La intensa actividad de su ureasa alcaliniza la orina, lo cual provoca los cálculos de estruvita a los que se asocian sus infecciones. Junto con Corynebacterium jeikeium y otras especies de menor importancia en la patología humana, forma parte del grupo de las corinebacterias lipofílicas, que crecen mejor en los medios de cultivo en los que se ha añadido Tween 80.